# Musculus tensor veli palatini
De musculus tensor veli palatini, spanner van het zachte gehemelte of gehemeltespanner is een spier van het zachte verhemelte.
Hij ontspringt als een dunne, driezijdige plaat van de schedelbasis (van de spina ossis sphenoidis tot aan de wortel van de processus pterygoideus) en van het vliezig deel van de tuba auditiva (buis van Eustachius).
Hij loopt naar beneden, loopt om de hamulus pterygoideus en straalt horizontaal uit in de aponeurosis palatina.
De musculus tensor veli palatini heft en spant het zachte verhemelte horizontaal bij slikken, en opent hierdoor mede de ingang tot de tuba. Dit verklaart dan ook het hulpmiddel van slikken bij drukveranderingen: door aanspannen van deze spier wordt het middenoor geventileerd.
Hij wordt geïnnerveerd door de derde tak van de vijfde hersenzenuw (de nervus mandibularis).